# آم تونيزيا (قناة)
آم تونيزيا وتعرف سابقا باسم قناة المتوسط وغير اسمها بعد شرائها من قبل فيصل التبرسقي وعادل بن خليفة، هي قناة تلفزيونية تونسية خاصة.

## البرامج
| البرنامج         | المقدم                    |
| ---------------- | ------------------------- |
| ماكلتك دواك      | (الدكتورة) رنا الفيلوفي   |
| مع المصطفى       |                           |
| فادعوه بها       | (الشيخ) سيف الدين الكوكي  |
| بنة ومنفعة       |                           |
| ومحياي           | (الدكتور) وليد أحمد فتيحي |
| من وصايا الحبيب  | (الداعية) سفيان الطرابلسي |
| FNART            |                           |
| سكووول 2 Schoool |                           |

## مقالات ذات صلة
- قناة المتوسط (تونس)

## وصلات خارجية
- الموقع الرسمي.